# Pedro Manjón y Fernández de Valdespino
Pedro Manjón y Fernández de Valdespino (Sanlúcar de Barrameda, 27 de julio de 1803-Ibidem, 7 de enero de 1865) fue un político español, alcalde del municipio andaluz de Sanlúcar de Barrameda desde 1838 hasta su fallecimiento en 1865. Fue también Diputado a las Cortes por la provincia de Cádiz y senador vitalicio del Reino.
Fue titular de las importantes bodegas Manjón y luego de las Viuda de Manjón, estuvo casado con Leona Mergelina y Gómez de Barrameda los cuales tuvieron tres hijos.

### Hijos de Pedro Manjón y Leona Mergelina:
- Eduarda Manjón y Mergelina. V  Marquesa del Valle de la Reina
- María Regla Manjón y Mergelina. VI Condesa de Lebrija
- Juan Pedro Manjón y Mergelina. IV Marqués de Méritos